# Gilbert Elliot-Murray-Kynynmound (4. hrabia Minto)
Gilbert Elliot-Murray-Kynynmound (ur. 9 lipca 1845 w Londynie, zm. 1 marca 1914 Minto w dzisiejszym hrabstwie Scottish Borders) – brytyjski wojskowy, polityk i administrator kolonialny, w latach 1898–1904 gubernator generalny Kanady, a od 1905 do 1910 wicekról Indii.
Po ukończeniu studiów w Cambridge wstąpił do armii. W 1877 był członkiem brytyjskiego kontyngentu wspierającego armię turecką w wojnie z Rosją. Walczył także w II wojnie afgańskiej oraz służył w siłach okupacyjnych w Egipcie w 1882. W 1883 po raz pierwszy wyjechał do Kanady, gdzie został sekretarzem ds. wojskowych ówczesnego gubernatora generalnego, lorda Lansdowne. Po powrocie do kraju, w 1886 bez powodzenia próbował swoich sił w wyborach do Izby Gmin. Następnie odsunął się na kilka lat od życia politycznego i skupił się na promocji ochotniczej służby wojskowej.
W 1891 odziedziczył rodowy tytuł hrabiego Minto, a siedem lat później otrzymał nominację na gubernatora generalnego Kanady. Wrócił do Anglii w 1904 (jego następcą w Kanadzie został lord Grey – prywatnie jego szwagier), aby w kolejnym roku stać się wicekrólem Indii. Wspólnie z ówczesnym ministrem ds. Indii, Johnem Morleyem, przygotował reformę systemu administracyjnego (tzw. reforma Minto-Morleya) stanowiącą krok w stronę zwiększenia udziału samych Hindusów w rządzeniu ich własnym, lecz podbitym przez Brytyjczyków krajem.
Po powrocie do kraju w uznaniu jego zasług uhonorowano go Orderem Podwiązki. W latach 1859–1891 znany jako lord Melgund.